# Fato

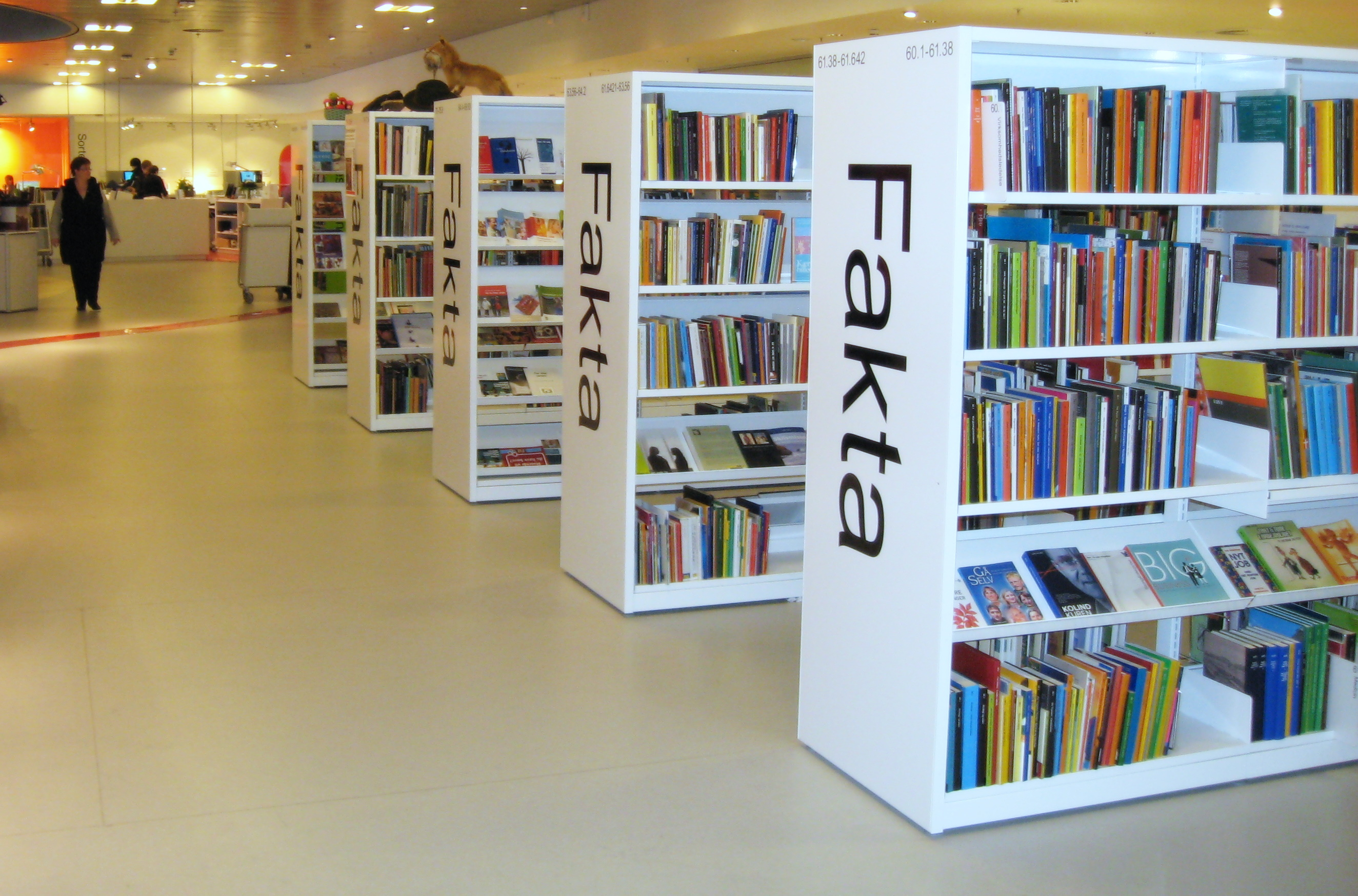
Livros de não ficção em uma biblioteca dinamarquesa, com prateleiras exibindo a palavra fakta, dinamarquês para "fato"

Um fato (português brasileiro) ou facto (português europeu) é um dado verdadeiro sobre um ou mais aspectos de uma circunstância. Obras de referência padrão são frequentemente usadas para verificar fatos. Os fatos são diferentes de inferências, teorias, valores e objetos.
Os fatos científicos são verificados por observação cuidadosa e repetível ou medição por experimentos ou outros meios. Por exemplo, “Esta frase contém palavras”. descreve com precisão um fato linguístico, e "O sol é uma estrela" descreve com precisão um fato astronômico. Além disso," Abraham Lincoln foi o 16º presidente dos Estados Unidos" e "Abraham Lincoln foi assassinado" descrevem com precisão os fatos históricos. De modo geral, os fatos são independentes da crença, do conhecimento e da opinião.

## Etimologia e uso
A palavra "fato" tem origem no latim "factum", que é o particípio passado do verbo "facere", que significa "fazer" ou "conter". Em português, "fato" é usado para referir-se a um acontecimento ou um evento que ocorreu, ou a algo que foi feito.

## Por área

### Filosofia
Na filosofia, o conceito fato é considerado no ramo da filosofia preocupado com o conhecimento, denominado epistemologia e ontologia, que estuda conceitos como existência, ser, devir e realidade. As questões de objetividade e verdade estão intimamente associadas às questões de fato. Um fato pode ser definido como algo que é verdade, ou seja, um estado de coisas.

### Ciência
A definição de fato científico é diferente da definição de fato, pois implica conhecimento. Um fato científico é o resultado de uma observação ou medição cuidadosa e repetível por experimentação ou outros meios, também chamada de evidência empírica. Estes são fundamentais para a construção de teorias científicas. Várias formas de observação e medição conduzem a questões fundamentais sobre o método científico e sobre o âmbito e validade do raciocínio científico. No sentido mais básico, um fato científico é uma observação objetiva e verificável, em contraste com uma hipótese ou teoria, que se destina a explicar ou interpretar factos. Vários estudiosos ofereceram refinamentos significativos a esta formulação básica. Filósofos e cientistas têm o cuidado de distinguir entre: 1) estados de coisas no mundo externo e 2) afirmações de factos que podem ser consideradas relevantes na análise científica. O termo é usado em ambos os sentidos na filosofia da ciência.
No sentido mais básico, um fato científico é uma observação objetiva e verificável, em oposição a uma hipótese ou teoria, que pretende explicar ou interpretar fatos. Vários estudiosos ofereceram refinamentos significativos a esta formulação básica. Filósofos e cientistas têm o cuidado de distinguir entre: 1) estados de coisas no mundo externo e 2) declarações de fatos que podem ser consideradas relevantes na análise científica. O termo é usado em ambos os sentidos na filosofia da ciência.

### Lei
Na maioria das jurisdições de direito consuetudinário, o conceito geral e a análise do fato refletem princípios fundamentais da jurisprudência e são apoiados por diversas regras bem estabelecidas. As questões de facto têm várias definições formais nas jurisdições de direito comum. Isso inclui:
- um elemento exigido em alegações legais para provar uma causa de ação,[11]

- as determinações do investigador de fatos após avaliar as evidências admissíveis apresentadas em um julgamento ou audiência,[12]
- um possível fundamento para erro reversível levantado em apelação a um tribunal de apelação,[13]
- e qualquer um dos vários assuntos sujeitos à investigação pela autoridade oficial para estabelecer se um crime foi cometido e para estabelecer culpa.[14]

Uma parte (por exemplo, o autor) em um processo civil geralmente deve expor claramente as alegações factuais relevantes que formam a base de uma reivindicação legal. O nível exigido de precisão e especificidade dessas alegações varia dependendo das regras do processo civil e da jurisdição. Partes que enfrentam incertezas sobre os fatos e circunstâncias que envolvem sua parte em uma disputa podem, às vezes, invocar a alegação alternativa. Nesta situação, uma parte pode alegar conjuntos distintos de factos que, considerados em conjunto, podem ser contraditórios ou mutuamente exclusivos. Essa apresentação aparentemente logicamente inconsistente de fatos pode ser necessária como uma salvaguarda contra contingências como res judicata, que de outra forma impediria a apresentação de uma alegação ou defesa que dependesse de uma interpretação específica dos fatos subjacentes e da decisão do tribunal.